# Sidney Magal (álbum)
Sidney Magal é o álbum de estreia do cantor de música pop Sidney Magal, lançado em 1977 pela gravadora Polydor Records.
Desse álbum saíram grandes sucessos de Sidney Magal, como "Se Te Agarro com Outro Te Mato", "Meu Sangue Ferve por Você" e "Amante Latino", consagrando o cantor como um dos principais representantes da música brega.
O site HowStuffWorks Brasil elegeu Sidney Magal como um dos principais artistas do gênero brega e a canção "Meu Sangue Ferve por Você" como um dos clássicos do gênero brega.
O álbum ganhou disco de ouro no Brasil, de acordo com a ABPD, por vendas superiores a 150 mil cópias.

## Faixas
Lado A
| N.º | Título                      | Duração |  |
| 1.  | "Bela Sem Alma"             | 3:30    |  |
| 2.  | "Meu Sangue Ferve por Você" | 3:14    |  |
| 3.  | "Lhe Chamam Jesus"          | 3:30    |  |
| 4.  | "Chau, Chau Adeus"          | 2:34    |  |
| 5.  | "A Moça"                    | 2:47    |  |
| 6.  | "Te Amo, Te Amo"            | 2:43    |  |

Lado B
| N.º | Título                           | Duração |  |
| 1.  | "Como Romeu e Julieta"           | 3:10    |  |
| 2.  | "Amante Latino"                  | 2:50    |  |
| 3.  | "Recordo-me"                     | 3:29    |  |
| 4.  | "A Vida é Sempre Igual"          | 2:46    |  |
| 5.  | "No Futuro, No Presente"         | 3:33    |  |
| 6.  | "Se Te Agarro com Outro Te Mato" | 2:31    |  |